# Moxifloxacine
La moxifloxacine est une molécule antibiotique, de la classe des fluoroquinolones.

## Mode d'action
La moxifloxacine inhibe l'ADN gyrase bactérienne. Elle a également une action bactéricide sur le Mycobacterium tuberculosis.

## Pharmacocinétique
Elle diffuse bien dans les espaces interstitiels. Sa biodisponibilité et sa demi-vie sont supérieures à celles de la ciprofloxacine permettant une administration une fois par jour au lieu de deux.

## Indications
Elle est utilisée dans les pneumopathies infectieuses banales.
Dans la tuberculose, elle a une certaine efficacité mais qui n'est pas suffisante pour réduire la durée du traitement conventionnel.

## Effets secondaires
Elle expose à des syndromes de Lyell, des hépatites fulminantes, et un surcroît de troubles cardiaques. Les rapports signalant une augmentation significative de l'incidence des résistances à la moxifloxacine (en particulier de la part des Bacteroides).